# Taichang
Taichang (chiń. 泰昌, ur. 28 sierpnia 1582, zm. 26 września 1620 w Pekinie), Zhu Changluo (chiń. 朱常洛) – cesarz Chin z dynastii Ming.
Najstarszy syn poprzednika. Objął tron 28 sierpnia 1620.